# 十齒花科
十齿花科（学名：Dipentodontaceae），又名十萼花科，只有2属十餘种，生长在中国西南、印度阿薩姆邦、臺灣、東南亞、澳洲昆士蘭、夏威夷和美洲。
本科植物是乔木，高达11米；单叶互生，有托叶；花小，白色，花瓣5-7，花盘与花被贴合成杯状；果实为蒴果，革质，被灰棕色长柔毛，内含黑色种子。
1981年的克朗奎斯特分类法将其列在檀香目中，1998年根据基因亲缘关系分类的APG 分类法和2003年经过修订的APG II 分类法尚无法确定其分类。

## 属
- 十齿花属 Dipentodon Dunn
- 核子木屬 Perrottetia Kunth